# Jeremy Wotherspoon
Jeremy Lee Wotherspoon (n. 26 octombrie 1976, Humboldt, Saskatchewan) este un patinator canadian.
În cariera sa sportivă la patinaj viteză a câștigat 4 ori titlul de campion mondial la sprint, în anii 1999, 2000, 2001 și 2003. A câștigat în total de 12 ori cupa mondială în anii 1998, 1999, 2000, 2002, 2003, 2004 și 2005 la proba de 500 m, și la proba de 1000 m, în anii 1998, 1999, 2000, 2001 und 2002.
Pe când la Jocurile Olimpice a reușit o medalie de argint în 1998 (Nagano), iar la Olimpiada din 2002 în Salt Lake City pornește ca favorit la 500 m dar cade pe pistă. La la Olimpiada di anul 2002 în Torino, ocupă numai locurile 9 și 11, la probele sale favorite de 500 și 1000 m. La începutul sezonului 2007/08 stabilește în Salt Lake City, un nou record mondial la 500 m. Visul de a participa la Campionatul Mondial din 2008 în Berlin, a fost zădărnicită de o căzătură care a necesitat la brațul stâng, o intervenție chirugicală.